# Michałów Dolny
Michałów Dolny is een plaats in het Poolse district  Grójecki, woiwodschap Mazovië. De plaats maakt deel uit van de gemeente Warka en telt 150 inwoners.